# Ameiropsis ariana
Ameiropsis ariana är en kräftdjursart som beskrevs av Albert Monard 1928. Ameiropsis ariana ingår i släktet Ameiropsis och familjen Ameiridae. Inga underarter finns listade i Catalogue of Life.